# Partisan

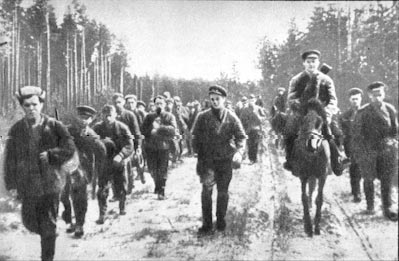
Partisans soviéticos na Bielorrússia, durante a segunda guerra mundial.

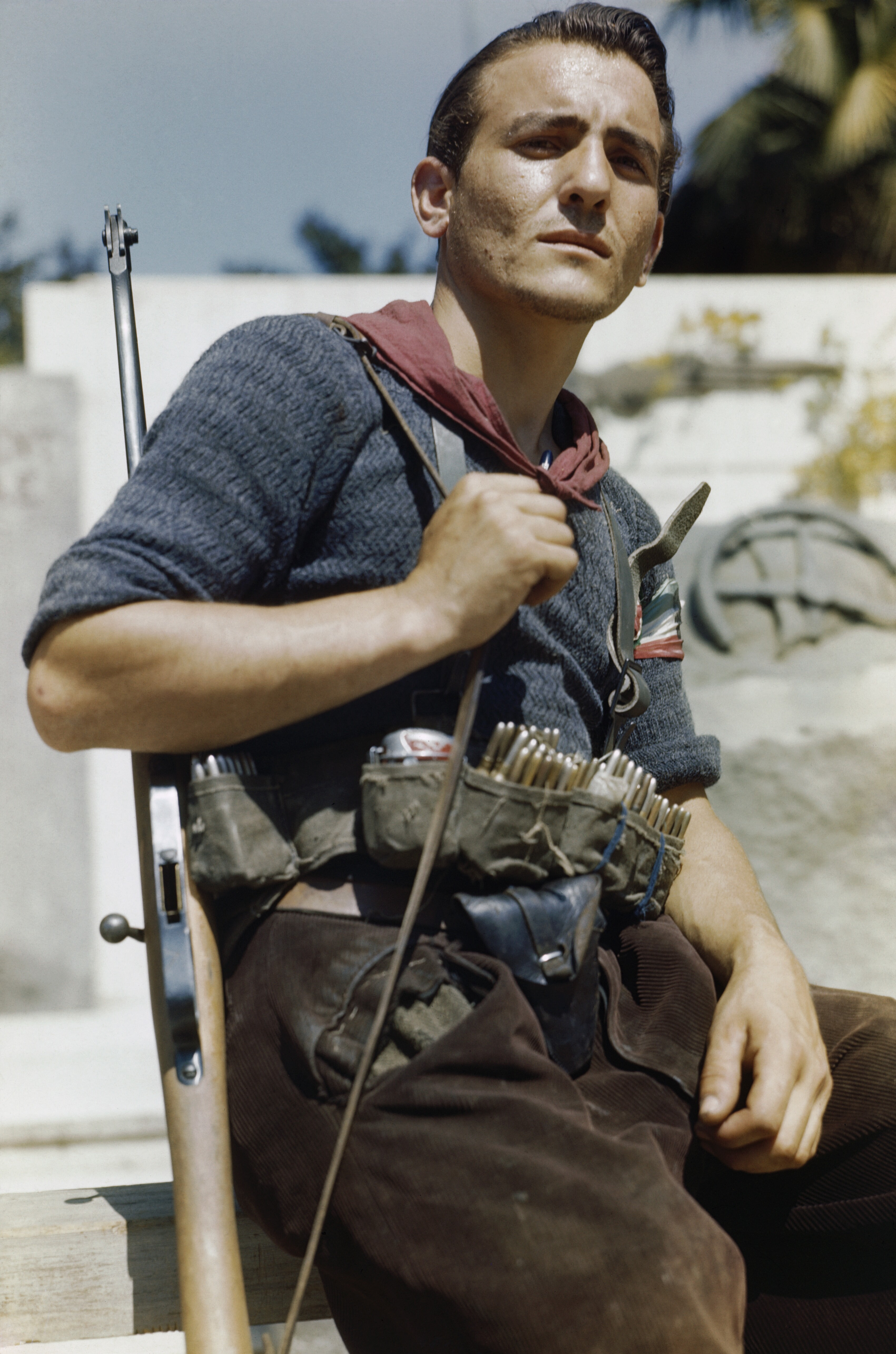
Partisan da Resistência italiana em Florença

Partisan (do francês partisan; feminino partisane. Em italiano partigiano/partigiana) é um membro de uma tropa irregular formada para se opor à ocupação e ao controle estrangeiro de uma determinada área.
Os partisans operavam atrás das linhas inimigas. Tinham por objetivo atrapalhar a comunicação, roubar cargas e executar tarefas de sabotagem.
O termo ficou conhecido durante a Segunda Guerra Mundial para se referir a determinados movimentos de resistência à dominação alemã, principalmente no Leste Europeu.
Na Iugoslávia, o movimento partisan, liderado pelo guerrilheiro comunista Josip Broz Tito, foi responsável por quase toda a resistência contra o Eixo e  ainda teve de lutar contra os croatas fascistas da Ustaše, aliados de Hitler. Posteriormente, Tito tornar-se-ia o presidente do país unificado.